# Kranji
Kranji là khu ngoại ô nằm ở phía tây bắc của Singapore, cách 22 kilômét (14 mi) từ khu vực trung tâm thành phố. Nơi đây có Trạm MRT Kranji và để di đến Johor Bahru hành khách có thể sử dụng dịch vụ xe buýt 170.

## Từ nguyên
Địa danh Kranji được đặt theo loài cây bản địa, pokok kranji hay keranji (tên tiếng Mã Lai của loài Dialium indum, một loại me có lông nhung). Độ phân bố của loài này bị thu hẹp lại kể từ nửa đầu thế kỷ XIX.

## Lịch sử
Tuyến đường sắt Singapore-Kranji đầu tiên từ Đường Tank tới Kranji được khánh thành vào năm 1903. Vào năm 1909, đường sắt bang Johor khai trương, sau đó, năm 1912 cả hai tuyến đường sắt này đều gia nhập mạng lưới đường sắt Liên bang Mã Lai (Federated Malay States), thành lập năm 1901. Sau khi Đê Johor-Singapore hoàn thành năm 1923, hai tuyến này chính thức tham gia, hoàn thành quá trình hợp nhất hệ thống giao thông đường sắt Liên bang Mã Lai. Trước đó dịch vụ phà đường sắt được vận hành giữa hai bến Woodlands và Abu Bakar từ năm 1903 đến 1923.

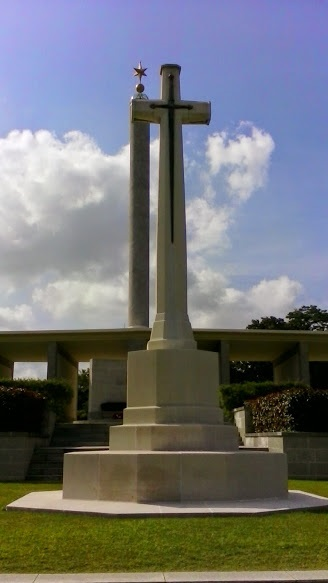
Thập tự Chiến tranh Kranji

Kranji từng là trại quân sự trước khi bị Nhật Bản xâm lược năm 1942, và nay là nơi tọa lạc của Nghĩa trang Chiến tranh Kranji và Đài tưởng niệm Chiến tranh Kranji, tưởng nhớ tới 30.000 công dân khối Thịnh vượng chung đã qua đời tại Singapore, Mã Lai, Java và Sumatra trong Thế Chiến II.
Thêm vào đó, hiện nay nơi đây là khu dân sinh chủ yếu được tạo bởi tài sản độc lập. Đây là nơi không có nhà chung cư chọc trời, như các vùng ngoại ô khác của Singapore. Kranji cũng là một khu công nghiệp.

## Điểm nhấn
Singapore Turf Club là đơn vị vận hành Trường đua Kranji, nơi tổ chức đua ngựa duy nhất trên đất Singapore. Trường đua Kranji nằm cạnh Trạm MRT Kranji.
Kranji cũng có một hồ chứa nước mang tên Hồ chứa Kranji, được tạo nên do việc ngăn đập trên sông Kranji.
Bollywood Veggies là trung tâm thông tin và tập thể nông nghiệp hữu cơ mở cửa từ thứ tư tới chủ nhật.